# Resolução 75 do Conselho de Segurança das Nações Unidas
Resolução 75 do Conselho de Segurança das Nações Unidas, aprovada em 27 de setembro de 1949, depois de receber uma resolução da Assembleia Geral autorizando o Conselho a tomar decisões sobre o assunto, o Conselho decidiu reembolsar retroativamente os Estados-Membros que estavam participando da Comissão das Nações Unidas da Indonésia e da Comissão das Nações Unidas da Índia e o Paquistão para despesas de viagens e conteúdo.
Foi aprovada com 7 votos, a Ucrânia votou contra e Cuba, Egito e a União Soviética se abstiveram.